# Аравин, Юрий Петрович
Юрий Петрович Аравин (род. 2 апреля 1941, Тверь, РСФСР, СССР) — казахстанский музыковед

, музыкальный педагог, профессор. Заслуженный деятель искусств Казахстана (1995). Кавалер орденов «Парасат» (2001) и «Отан» (2021).

## Биография
Родился 2 апреля 1941 года в городе Твери.
Отец — Аравин, Пётр Васильевич (1908—1979) — советский историк-музыковед. Автор многочисленных публикаций по истории музыки народов Казахстана.
В 1968 году окончил историко-теоретический факультет Новосибирской консерватории, в 1972 году аспирантуру Алматинской государственной консерватории им. Курмангазы (научный руководитель — профессор Б. Г. Ерзакович).
С 1973 по 1978 год — преподаватель музыкально-исторические и теоретические дисциплины Казахский государственный женский педагогический институт.
С 1979 по 1988 год — преподаватель Алма-Атинская государственная консерватория им. Курмангазы.
Автор телепередач: «Музей звуков», «Малая антология казахской музыки», авторского цикла на радио «Тотем» — «Степное созвездие».
Сочинения: «Лирическая поэма памяти Абая», «К вопросу о тематизме симфонических поэм Казахстана», «Три поэмы о народных героях», «Поэма М. Тулебаева „Казахстан“, „У истоков современного уйгурского симфонизма“, „К истории песенного симфонизма“, „Степные созвездия“. Аннотации к грампластинкам фирмы „Мелодия“, буклеты Союза композиторов Казахстана, оперные и балетные либретто, очерки и этюды о казахской музыке и мн. др. Участвует в создании учебников по истории музыки.
Член Союза композиторов Республики Казахстан;
Член Союза музыкальных деятелей Республики Казахстан;

## Цитаты
Музыковед Юрий Петрович Аравин по телевидению и радио ведет прекрасные передачи о казахской музыке, о народных композиторах и акынах. Мне еще не приходилось встречать представителя другой национальности, который был бы так влюблен в казахскую музыку! Как он о ней рассказывает! Находишься под впечатлением этого удивительного рассказчика – тонкого артистичного человека – и узнаешь столько нового, интересного о, казалось бы, всем давно известном. Это как нужно любить казахскую музыку, сколько надо знать! Потрясающе!Нурсултан Назарбаев

## Награды и звания
- 1995 — присвоено почётное звание «Қазақстанның еңбек сіңірген өнер қайраткері» (Заслуженный деятель искусств Казахстана) — за выдающиеся заслуги в изучении музыкального искусства.;
- 1997 — Премия «Золотая Звезда»;
- 2001 (10 декабря) — Орден «Парасат»;[10]
- 2010 — Медаль «Батыр шапагаты» имени Бауржана Момышулы;
- 2014 — Государственная стипендия Президента Республики Казахстан в области культуры;[11][12]
- 2015 (16 апреля) — Почётный знак «За заслуги в развитии культуры и искусства» (Межпарламентская ассамблея СНГ) — за значительный вклад в формирование и развитие общего культурного пространства государств - участников Содружества Независимых Государств, реализацию идей сотрудничества в сфере культуры и искусства[13];
- 2021 (13 марта) — Орден «Отан» один из высших орденов Республики Казахстан — за выдающиеся заслуги в пропаганде и развитии национальной культуры и музыкального искусства и в связи с 80-летием со дня рождения;[14]
- 2021 (19 сентября) — звания «Почётный гражданин города Алматы»;[15]